# Afriland First Bank
Afriland First Bank és un banc de servei complet a Camerun, amb filials al República Democràtica del Congo, Guinea Equatorial, Guinea, Libèria, Sudan del Sud, São Tomé i Príncipe i Zàmbia. El banc va ser fundat a Yaoundé en 1987 sota el nom de Caisse Commune d'Epargne et d'Investissement. És el major grup de serveis financers al Camerun.

## Informació general
El banc és el proveïdor de serveis financers més gran al Camerun amb dipòsits de clients en més de 951 milions US $ (CFA 460 bilions) en desembre de 2012. Amb els seus subsidiaris arreu del món tenia un capital social valorat en US$2.3 bilions (€1.7 bilions) en desembre de 2010.

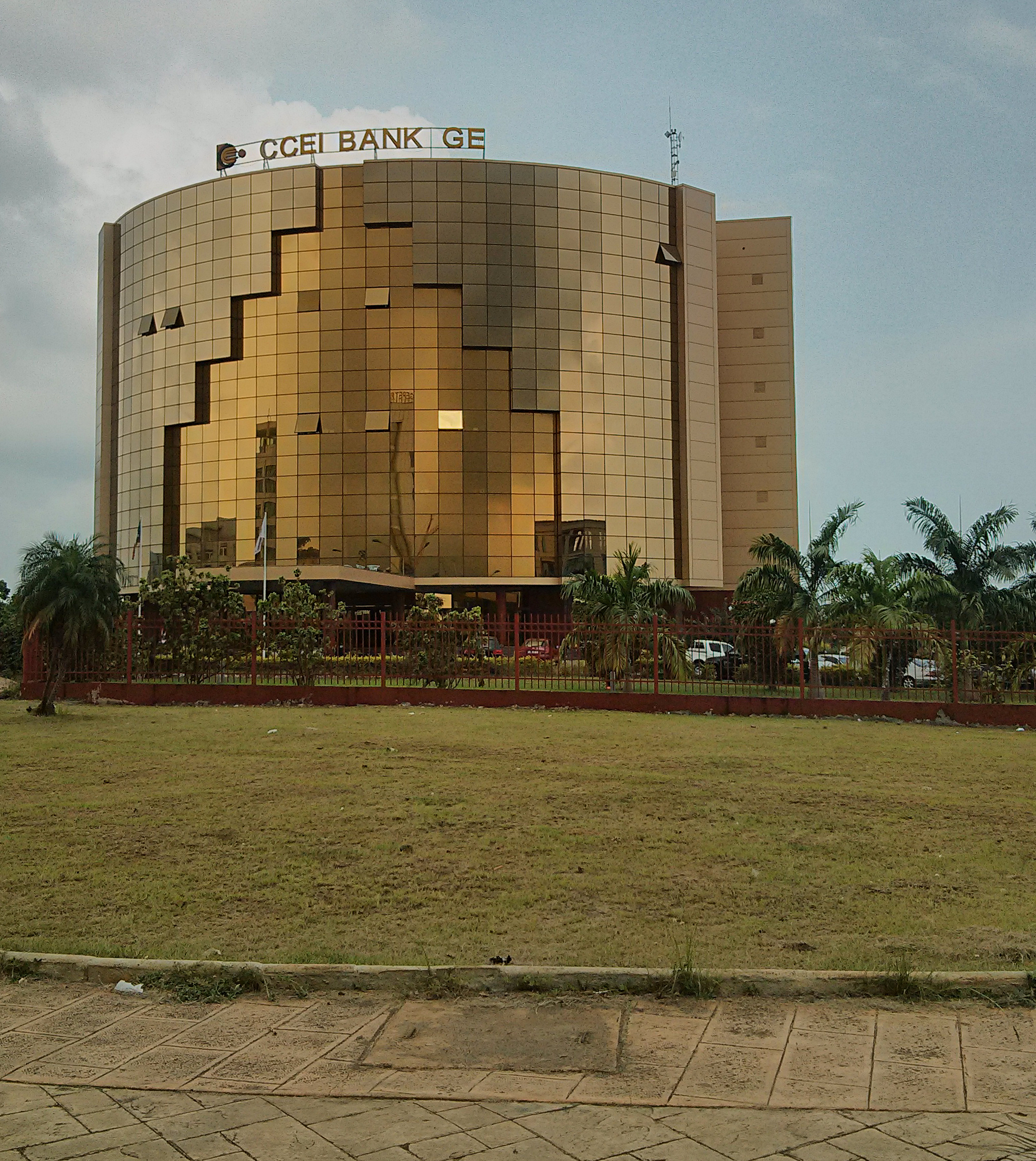
Seu del CCEI Bank a Malabo

## Filials
L'octubre de 2013 el banc mantenia filials en els següents països:
- Guinea Equatorial - CCEI Bank GE
- São Tomé i Príncipe - First Bank São Tomé and Príncipe
- R.D. del Congo - Afriland First Bank DRC
- Libèria - Afriland First Bank Liberia
- Sudan del Sud- Afriland First Bank South Sudan
- Zàmbia - Intermarket Bank - 80% de participació[5]
- Guinea - Afriland First Bank Guinea

## Oficines representatives
El banc té oficines representatives als següents països:
- Paris,  França - Afriland First Bank Paris
- Beijing,  R.P. de la Xina - Afriland First Bank China
- Brazzaville,  Rep. del Congo - Afriland First Bank Congo Brazzaville

## Xarxa d'oficines
Pel desembre de 2012 el banc tenia 32 oficines en xarxa al Camerun.